# 梅雷法
梅雷法（羅馬化：Merefa；又译为梅列法）是乌克兰哈爾科夫州哈爾科夫區梅雷法市镇内的城市及该市镇的行政中心。該市距離州府哈爾科夫22公里，始建於1595年，面積71平方公里，海拔高度102米，2022年人口数量为21,202人。第二次世界大戰期間，納粹德國在1941年10月至1943年9月5日佔領該市。